# Le vigne di Meylan
Le vigne di Meylan è un film del 1993 diretto da Rocco Cesareo.

## Trama
Il famoso compositore e direttore d'orchestra Hector Berlioz giunge in una cittadina della provincia romana per tenere un concerto, alla fine del quale si reca presso un suo vecchio amore di gioventù. Essendo un gran romantico, insieme alla sua orchestra, Hector dedica una serenata alla sua amata sotto la finestra dell'abitazione di lei. Tutto ciò crea gran scompiglio, e soprattutto, imbarazza il padrone di casa, l'avvocato Ernesto, preoccupato del suo futuro politico. Berlioz lo rassicura, dicendogli che la gente crederà che questa composizione musicale è stata fatta per rendere omaggio alla sua capacità politica e potrebbe costituire uno slancio per la sua futura carriera. Il fine di Berlioz si realizza, ed infatti la tanto sospirata Giulia suo vecchio amore di gioventù arriva e pertanto l'incontro si può concretizzare. Dal loro ultimo incontro sono passati 40 anni ma Berlioz non l'ha mai dimenticata e cerca di riallacciare la relazione con Giulia la quale appare distante e fredda credendo che ormai le loro vite hanno preso due strade diverse. In preda alla disperazione e non volendosi rassegnare ad una nuova e definitiva separazione da Giulia, Hector Berlioz prende con la nuda mano un attizzatoio dalla parte incandescente, ustionandosi tutto. Giulia lo soccorre immediatamente, curando la mano ferita con amore e tenerezza. Basterà questo gesto sincero a calmare l'angoscia di Berlioz che lascerà la cittadina senza l'amata Giulia ma con una rinnovata volontà di vita.